# Constans (película de 1980)
Constans es una película polaca dirigida por Krzysztof Zanussi. Estrenada en 1980, obtuvo el premio del Jurado en el Festival de Cannes de 1980.

## Sinopsis
Tras el servicio militar, un joven polaco, Witold, pasa su tiempo entre el trabajo y los viajes. Buscando huir de la mezquindad de su entorno, se refugia en su pasión por el alpinismo, a pesar de la muerte de su padre, que perdió la vida en una ascensión al Himalaya. 

## Ficha técnica
- Título original: Constans
- Dirección: Krzysztof Zanussi
- Guion: Krzysztof Zanussi
- Producción: Tadeusz Drewno
- Música: Wojciech Kilar
- Fotografía: Sławomir Idziak
- Montaje: Urszula Sliwinska
- Decorados: Tadeusz Wybult
- Vestuario: Magdalena Biedrzycka y Anna B. Sheppard
- País:  Polonia
- Formato: Couleurs - Mono
- Género: Drama
- Duración: 92 minutos
- Fecha de estreno: 1980

## Reparto
- Tadeusz Bradecki: Witold
- Zofia Mrozowska: la madre de Witold
- Malgorzata Zajaczkowska: Grazyna
- Cezary Morawski: Stefan
- Witold Pyrkosz: Mariusz
- Ewa Lejczak: la mujer de Stefan
- Jan Jurewicz: Zenek

## Premios
- Premio del Jurado en el Festival de Cannes de 1980.